# Neiman
Pour l’article ayant un titre homophone, voir Neiman (homonymie).
Neiman est une entreprise ayant créé un dispositif antivol installé sur la colonne de direction de véhicules. Il fut inventé en 1931 en France par l'industriel Abram Neiman qui créa son entreprise autour de cette invention. Le dispositif fut popularisé après la Seconde Guerre mondiale.
En 1965, Neiman emploie 350 personnes, fabrique 5 000 antivols par jour et 15 000 barillets de serrure pour carrosserie.
Bien qu'elle ne paraisse pas dans le Larousse, la marque est entrée dans le langage commun pour nommer (par antonomase) le système antivol des automobiles. Elle appartient aujourd'hui à la société U-Shin France, qui l'a achetée au groupe Valeo en 2012.

## Galerie

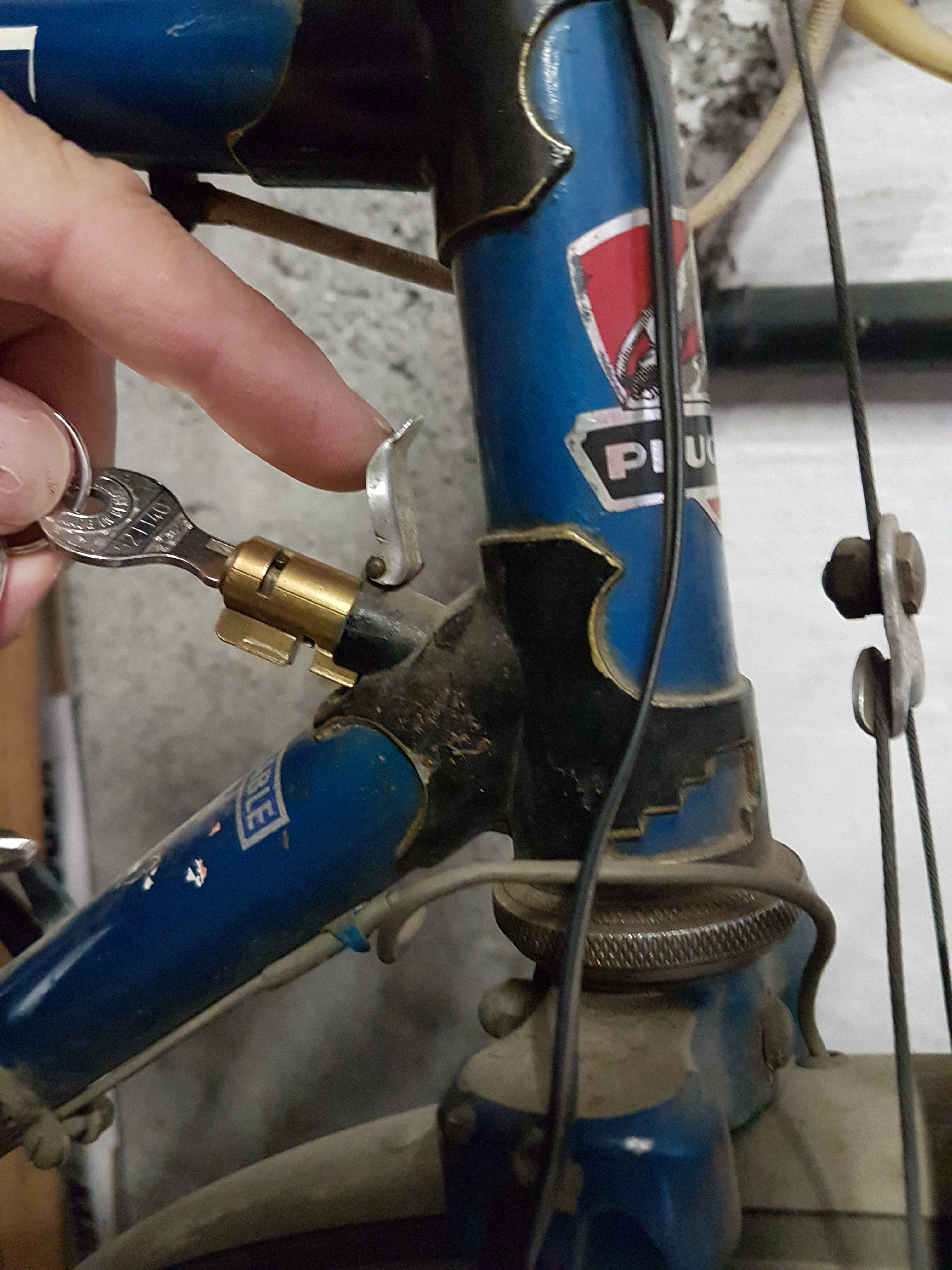
Neiman sur cycle Peugeot.
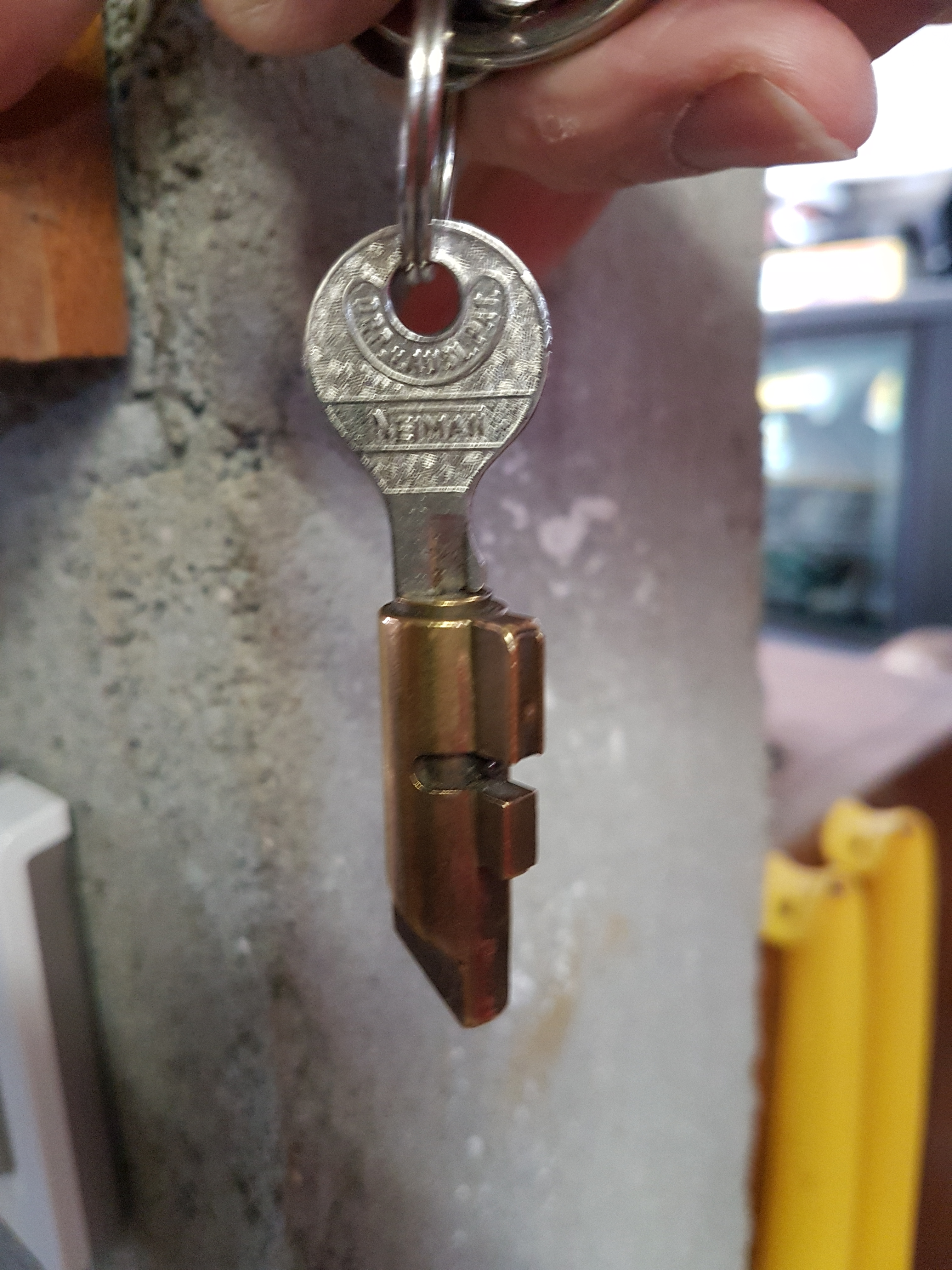
Neiman sur cycle Peugeot.
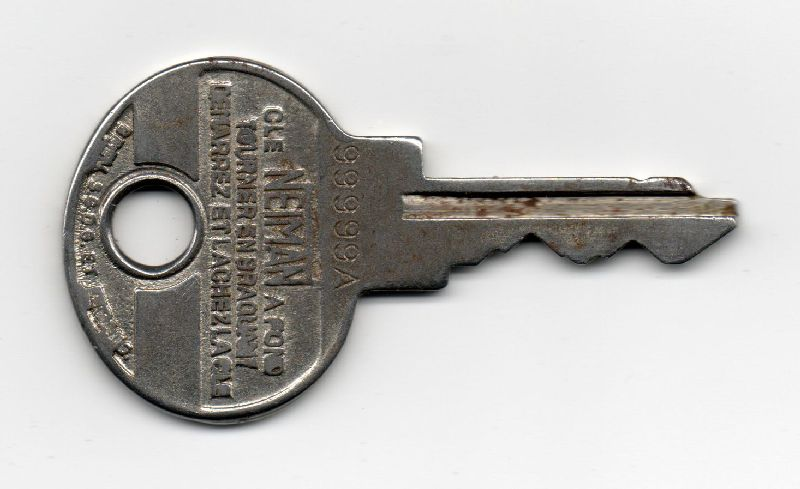
Clé d'un dispositif antivol Neiman pour une Peugeot (env. 1967).